# Three Ringz
Albums de T-Pain
Epiphany
(2007) RevolveЯ
(2010)
Singles
1. Can't Believe It
Sortie : 29 juillet 2008
2. Chopped 'n' Skrewed
Sortie : 23 septembre 2008
3. Freeze
Sortie : 10 octobre 2008

Three Ringz (stylisé Thr33 Ringz) est le troisième album studio de T-Pain, sorti le 11 novembre 2008.
Initialement prévu pour le 30 septembre 2008, jour de l'anniversaire du chanteur, l'album est finalement sorti en novembre en raison d'une controverse créée par l'un de ses titres, Silver and Gold. Une mixtape intitulée Pree Ringz a été publiée le 28 octobre 2008 pour promouvoir l'opus.
L'album s'est classé 1er au Top R&B/Hip-Hop Albums et 4e au Billboard 200 et a été certifié disque d'or par la Recording Industry Association of America (RIAA) le 3 avril 2009.
Il a été nommé pour le Grammy Award du meilleur album R&B contemporain en 2010.
Dans une interview pour Trace TV, le chanteur a déclaré que le fond de l'album était une comparaison entre le monde du cirque et le monde de la musique.

## Singles
Le premier extrait de l'album, Can't Believe It (featuring Lil Wayne), sorti le 29 juillet 2008, s'est classé 7e au Billboard Hot 100 et a été certifié disque de platine le 26 mai 2009. Plusieurs artistes sont présents sur différentes versions du morceau, comme Justin Timberlake, 50 Cent ou encore Akon. Chopped & Skrewd (featuring Ludacris), le second extrait de l'album sorti le 23 septembre 2008, s'est classé 27e au Billboard Hot 100 et a été certifié disque d'or le 7 décembre 2011. Le troisième single, Freeze (featuring Chris Brown), est sorti le 10 octobre 2008 et s'est classé 38e au Billboard Hot 100. Dans la version originale du single, on trouvait Omarion à la place de Chris Brown.

## Liste des titres
| No  | Titre                                                                  | Auteur                                                                                | Contient un (des) sample(s) de                     | Durée |
| --- | ---------------------------------------------------------------------- | ------------------------------------------------------------------------------------- | -------------------------------------------------- | ----- |
| 1.  | Welcome to Thr33 Ringz (Intro)                                         | Faheem Najm, Frank Romano, Eddie Griffin                                              |                                                    | 2:27  |
| 2.  | Ringleader Man                                                         | Najm, Johnny Smith                                                                    |                                                    | 2:54  |
| 3.  | Chopped 'n' Skrewed (featuring Ludacris)                               | Najm, Christopher Bridges                                                             | The Highways of My Life des Isley Brothers         | 4:21  |
| 4.  | Take a Ride (Skit)                                                     | Najm                                                                                  |                                                    | 1:45  |
| 5.  | Freeze (featuring Chris Brown)                                         | Najm, Chris Brown                                                                     |                                                    | 3:36  |
| 6.  | Blowing Up (featuring Ciara)                                           | Najm, Ciara Harris                                                                    |                                                    | 3:24  |
| 7.  | Can't Believe It (featuring Lil Wayne)                                 | Najm, Dwayne Carter Jr., David Balfour                                                |                                                    | 4:33  |
| 8.  | It Ain't Me (featuring Akon et T.I.)                                   | Najm, Aliaune Thiam, Clifford Harris Jr., Romano                                      |                                                    | 3:45  |
| 9.  | Feed the Lions (Skit)                                                  | Najm                                                                                  |                                                    | 1:28  |
| 10. | Therapy (featuring Kanye West)                                         | Najm, Kanye West, Romano                                                              |                                                    | 3:34  |
| 11. | Long Lap Dance                                                         | Najm, Romano, Rocco Valdes                                                            |                                                    | 4:36  |
| 12. | Reality Show (featuring Musiq Soulchild, Raheem DeVaughn et Jay Lyriq) | Najm, James Cohen, Taalib Johnson, Romano, Raheem DeVaughn                            |                                                    | 5:27  |
| 13. | Keep Going                                                             | Najm, Romano                                                                          |                                                    | 2:14  |
| 14. | Superstar Lady (featuring Young Cash)                                  | Najm, Joseph Williams                                                                 |                                                    | 3:17  |
| 15. | Change (featuring Akon, Diddy et Mary J. Blige)                        | Najm, Thiam, Blige, Rocco Valdes, Gordon Scott Kennedy, Wayne Kirkpatrick, Tommy Sims | Change the World d'Eric Clapton featuring Babyface | 5:10  |
| 16. | Digital (featuring Tay Dizm)                                           | Najm, Artavious Smith                                                                 |                                                    | 3:14  |
| 17. | Karaoke (featuring DJ Khaled)                                          | Najm                                                                                  |                                                    | 4:48  |

| 18. | Distorted | Najm          | 2:24 |
| 19. | Sweet     | Najm, Balfour | 3:58 |
| 20. | Bad Side  | Najm, Romano  | 2:35 |
| 21. | Phantom   | Najm, Balfour | 3:36 |

| 18. | Naked on the Dance Floor                          | Najm                             | 3:17 |
| 19. | Can't Believe It (FP Remix) (featuring Lil Wayne) | Najm, Dwayne Carter Jr., Balfour | 5:57 |

| 18. | Can't Believe It (Rishi Ram Remix) (featuring Mauran) | Najm, Balfour | 4:35 |